# Ω-Meson
Das ω-Meson, auch Omega-Meson, ist ein Meson, welches Spin 1 besitzt (Vektormeson), aus Up und Down-Quarks aufgebaut ist, jedoch nicht zu den ρ-Mesonen gehört. Während ρ-Mesonen nämlich symmetrische Flavour-Wellenfunktionen besitzen (Isospin 1), ist die Flavour-Wellenfunktion des ω-Mesons antisymmetrisch (Isospin 0).

## Beschreibung
Das ω-Meson liegt in der Singulett-Darstellung der SU(2)-Flavour. D. h., es gibt nur ein ω-Meson mit der Flavour-Wellenfunktion
{\displaystyle |\omega \rangle ={\frac {1}{\sqrt {2}}}\left[|d{\bar {d}}\rangle +|u{\bar {u}}\rangle \right]}.
Das ω-Meson ist ein iso-skalares Teilchen, also ein Skalar unter Isospin-Symmetrie (Isospin I = 0). Deshalb kann das ω-Meson auch nicht als Anregung eines Pions (I = 1) betrachtet werden.
Das ω-Meson zerfällt zu 89 % über die Starke Wechselwirkung in drei Pionen und zu 8 % über die elektromagnetische Wechselwirkung in ein Pion und ein Photon. Der Zerfall in nur zwei Pionen (1,5 %) ist zwar energetisch günstiger als der Drei-Pionen-Zerfall, ist aber ebenfalls nur elektromagnetisch möglich, weil dabei die G-Parität nicht erhalten bleibt.

## Experimentelle Messungen
Das ω-Meson konnte seit den  1960er Jahren in Experimenten nachgewiesen werden.